# Diario Pinciano
Diario Pinciano fue una publicación periódica española fundada en Valladolid por el periodista mexicano José Mariano Beristain el 7 de febrero de 1787. Tuvo una vida breve y dejó de editarse al año siguiente, el 29 de mayo de 1788.
Según el catedrático Celso Almuiña, Diario Pinciano era "un periódico ilustrado, lo que llamaban un periódico sabio, bastante bien hecho para la época" [cita requerida]. Para Beristain, el diario era un medio de difusión de la ideología de las Luces.[cita requerida]
Es un ejemplo de prensa pre-liberal, que era una copia del modelo inglés y pretendía reformas en la economía y en la sociedad, criticaba a la administración pública, la sociedad del Antiguo Régimen y defendía ideas como la libertad de expresión, pero siempre con mucho cuidado.[cita requerida]
Beristain era miembro de la Sociedad Económica de Amigos del País de Valladolid.
- Datos: Q5805336